# 李义邕
李义邕（？—？），陇西狄道（今甘肃省临洮县）人，出自陇西李氏姑臧房，是西凉骁骑将军、祈连酒泉晋昌三郡太守李翻的玄孙，北魏使持节、侍中、都督西垂诸军事、镇西大将军、开府仪同三司、领护西戎校尉、沙州牧、并州刺史、敦煌宣公李宝的曾孙，龙骧将军、荥阳太守、姑臧穆侯李承的孙子，大司农少卿李蕤的第七子，李该、李义慎、李义真、李义远的弟弟。
魏孝庄帝元子攸没称帝之前，李义邕以元子攸母亲家亲戚的身份特别受到亲密昵爱，元子攸登基后，李义邕受到特别的信任。魏孝庄帝诛杀尔朱荣时，李义邕参与其中，因此在魏节闵帝时期，官至中书侍郎、太常少卿的李义邕与大哥李该及三哥李义真同时被尔朱仲远所杀害。魏节闵帝初年，朝廷赠予李义邕为安东将军、青州刺史。